# Max Tonetto
Max Tonetto (Trieste, 18 de novembro de 1974) é um ex-jogador de futebol italiano que atingiu relativo sucesso ao defender as cores da AS Roma, atuando como lateral ou meia esquerda. Mede 1,80m.
Jogador brilhante e dinâmico, ganhou status ao se tornar uma bandeira do Lecce e por um breve período defendeu o Milan, clube que o dispensou em 2001. Foi transformado em meia pelo técnico da Sampdoria Walter Novellino, equipe pela qual jogou a partir de 2004, de onde saiu para assinar com a Roma em maio de 2006.

## Carreira
Estreou na Serie A em 15 de setembro de 1996 com a Reggina, squadra pela qual jogava desde 1994. Depois de haver jogado por Empoli, Milan e Bologna, em 2000 passa para Lecce, do qual se torna capitão em 2003. Já em 2004, sem contrato, chega à Sampdoria, onde disputa uma boa temporada. Em maio de 2006, novamente sem contrato, assina com a Roma, com a qual firma um contrato com fim em 2009.